# Cephalophus callipygus
O Duiker-de-Peters ou duiker-do-Gabão, também podendo ser chamado de cabrito-de-Peters ou cabrito-do-Gabão (Cephalophus callipygus) é um pequeno antílope encontrado no Gabão, República do Congo, Camarões, Guiné Equatorial (Rio Muni) e República Centro Africana.